# Lliga neerlandesa de futbol 1892-93
La Lliga neerlandesa de futbol 1892–1893 va ser disputat per cinc equips de les ciutats d'Amsterdam, La Haia, Haarlem i Rotterdam. Els equips van participar en la competició que més tard s'anomenaria Eerste Klasse West. Però com que el districte de futbol occidental dels Països Baixos era l'únic que tenia una competició en aquell moment, es podria considerar un campionat nacional. El Koninklijke HFC va guanyar el campionat, però aquest campionat no es considera oficial, ja que no tots els equips havien jugat el mateix nombre de partits.

## Classificació de la Lliga
| Pos. | Equip              | PJ | PG | PE | PP | GF | GC | Pts | DG  | Notes                              |
| ---- | ------------------ | -- | -- | -- | -- | -- | -- | --- | --- | ---------------------------------- |
| 1    | Koninklijke HFC    | 5  | 3  | 2  | 0  | 23 | 7  | 8   | +16 |                                    |
| 2    | RAP                | 4  | 3  | 1  | 0  | 18 | 7  | 7   | +9  |                                    |
| 3    | HVV Den Haag       | 6  | 3  | 1  | 2  | 11 | 13 | 7   | -2  |                                    |
| 4    | RC en VV Rotterdam | 6  | 2  | 2  | 2  | 8  | 11 | 6   | -3  | No participa la següent temporada. |
| 5    | Victoria Rotterdam | 7  | 0  | 0  | 7  | 5  | 27 | 0   | -18 |                                    |

PJ = Partits jugats; PG = Partits guanyats; PE = Partits empatats; PP = Partits perduts; GF = Gols a favor; GC = Gols en contra; Pts = Punts; DG = Diferència de gols
Font: